# Saint-Félix-de-Rieutord

Saint-Félix-de-Rieutord este o comună în departamentul Ariège din sudul Franței. În 1 ianuarie 2022 avea o populație de 469 de locuitori.